# 土屋嶢
土屋 嶢（つちや たかし、1946年〈昭和21年〉8月9日 - 2020年〈令和2年〉11月4日）は、日本の銀行家。大垣共立銀行代表取締役会長。大垣商工会議所名誉顧問。2008年（平成20年）藍綬褒章。

## 来歴・人物
土屋斉大垣共立銀行頭取の子として岐阜県大垣市に生まれる。祖父は同行頭取、会長を務めた土屋義雄。
慶應義塾大学法学部卒業後、富士銀行勤務を経て1977年に大垣共立銀行に入行。1993年頭取に当時全国の地方銀行で最年少の46歳で昇格。以来、銀行はサービス業であると唱え、意識啓発を図り明確なリーダーシップ下、斬新なサービスを打ち出した。
2019年6月、26年間在任した頭取から代表取締役会長に退いた。
大垣商工会議所会頭、岐阜経済同友会代表幹事も歴任した。
2010年からは「つちやたかし」のペンネームで作詞家としても活動し、のちに鬼頭明里も歌唱した「OKBソング」 をはじめとした大垣共立銀行のイメージソングや、取引先企業の社歌など10曲を書いた。2018年には岐阜県立岐阜清流高等特別支援学校（2017年開校）の校歌「Your Dream〜清流とともに〜」（西村由紀江作曲）の作詞も「つちやたかしと生徒たち」名義で手掛けている。
2020年9月下旬に新型コロナウイルス（COVID-19）に感染し入院していたが、同年11月4日未明、急性呼吸不全のため、死去。74歳没。12月17日に大垣フォーラムホテルでお別れの会が開催される。死没日をもって正五位叙位、旭日中綬章追贈。

## 略歴
- 1946年（昭和21年） - 岐阜県大垣市で出生。
- 1970年（昭和45年）- 慶應義塾大学法学部卒業後、富士銀行入行。
- 1977年（昭和52年）- 大垣共立銀行入行。
  - 以降、東京支店次長、融資部審査役、総合企画部部長代理、名古屋支店副支店長等を歴任する。
- 1982年（昭和57年）- 取締役名古屋支店長兼名古屋事務所長委嘱。
- 1983年（昭和58年）- 取締役外国部長委嘱。
- 1984年（昭和59年）- 常務取締役外国部長委嘱。
- 1986年（昭和61年）- 専務取締役。
- 1991年（平成3年） - 副頭取。
- 1993年（平成5年） - 代表取締役頭取。
- 2019年（令和元年） - 代表取締役会長。
- 2020年（令和2年） - 急性呼吸不全のため死去。

## 経営者としての取り組み
1993年、当時としては最年少の46歳で地銀頭取に就任。その後、手のひら静脈認証ATMや、有人店舗の年中無休化を日本で初めて導入するなど、大垣共立銀行の名前を全国に知らしめた。手のひら静脈認証は、東日本大震災で通帳もカードも失った預金者が途方に暮れているのを見て導入した。口癖は「おれらはサービス業だから」だった。

### 大垣共立銀行が導入したサービス
- プラチナ総合口座の会員向けに、駐在員事務所がある香港、上海、ニューヨークの空港でリムジンお迎えサービスを実施。
- 女性行員45人で「OKB（大垣共立銀行の略）45」を立ち上げ、広報宣伝に活用。ちなみにOKB45のデビュー曲は、土屋氏自らが作詞した「OKB音頭」。
- 1000万円以上の住宅ローン契約者の中から、抽選で1000万円をプレゼント。
- ATMにスロットマシンの機能をつけて数字がそろうとATM利用手数料が無料。
- ゴールド総合口座を持つ顧客専用のATMを金色にし、現金を入れる封筒まで金色にした。
- 離婚専用ローンやシングルマザー応援ローンの導入。
- 名古屋・栄を拠点に活動するアイドルグループ「SKE48」のメンバー5名（太田彩夏、熊崎晴香、北野瑠華、鎌田菜月、佐藤佳穂）から広告宣伝ユニット「OKB5」を結成[16]。

## テレビ出演
- 日経スペシャル カンブリア宮殿 客に熱烈支持される地方銀行の秘密！ "らしく"を捨てた新発想で、真の顧客サービスを（2011年11月10日、テレビ東京）[17]